# Carposina sasakii
Carposina sasakii Matsumura, 1900 è un lepidottero appartenente alla famiglia Carposinidae, diffuso in Asia e introdotto nell'America settentrionale.

## Descrizione
Si tratta di una falena eteroneura, appartenente ai Ditrysia, con taglia piccola (apertura alare di 15-19 mm) e abitudini principalmente notturne.

### Adulto

#### Capo
Il capo presenta piccole scaglie grigio-brunastre sulla regione della fronte e ai lati del vertice.
Nell'apparato boccale, la spirotromba è presente e priva di scaglie. I palpi labiali sono sviluppati e diritti, più allungati nella femmina.
Le antenne sono marroncine e rivestite di setole più lunghe nei maschi, ma con lo scapo privo di un pecten; la lunghezza è pari a circa due terzi della costa dell'ala anteriore. Mancano i chaetosemata.

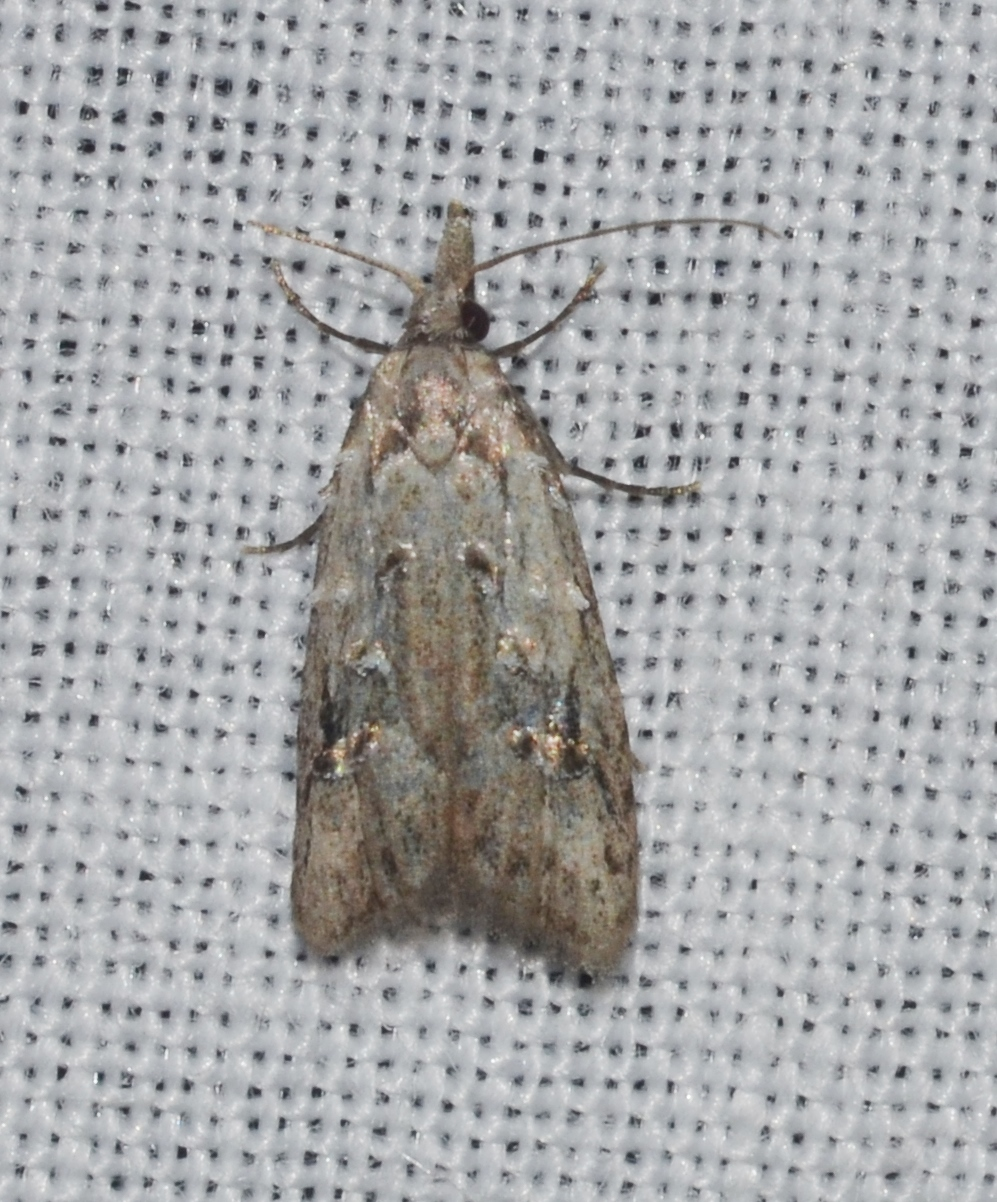
Adulto a riposo

#### Torace
Nelle zampe, l'epifisi è presente e la formula degli speroni tibiali è 0-2-4.
Nell'ala anteriore, stretta e allungata, la colorazione di fondo è un grigio-brunastro chiaro, con pallidi riflessi metallici. La regione basale mostra tonalità più scure. Il margine costale è bordato di una striscia nerastra, che si inspessisce a valle della fascia discale, a formare una macchia scura grosso modo trapezoidale, talvolta scomposta in tre macchie più piccole, ma che in alcuni esemplari appare nettamente meno distinguibile. L'apice è acuto ma non falcato. Il termen è bordato di nero e provvisto di una frangiatura di scaglie piliformi giallo-brunastre. Il tornus è ottuso. Il margine interno mostra una lieve concavità ai due terzi della propria lunghezza. Rs presenta quattro ramificazioni. M2 è più vicina a M3 che a M1. CuP è vestigiale, mentre 1A+2A presenta una breve biforcazione basale. Sono ben distinguibili i caratteristici "ciuffi" di scaglie sollevate. La spinarea è presente.
Nell'ala posteriore, più corta e squadrata, la colorazione della superficie dorsale è grosso modo uniforme e leggermente più chiara di quella dell'ala anteriore. Il vertice è acuto e lievemente falcato. Il tornus è arrotondato e sfuggente. La frangiatura è costituita da scaglie piliformi più allungate rispetto a quelle dell'ala anteriore. La venulazione appare visibilmente semplificata. Mancano M1 ed M2. M3 e CuA1 partono unite dalla cellula discale, per poi separarsi prima del termen. CuP è presente e ben definita. A ridosso della base di CuA, si osserva una sorta di "pettine", costituito da una frangia di scaglie piliformi. 1A+2A mostra una breve biforcazione basale, solo accennata, mentre 3A è presente.

#### Addome
Nell'addome dei maschi si osserva una coppia di coremata, posti in prossimità del margine posteriore.
Nell'apparato genitale maschile l'uncus è ben sviluppato, ma non bifido. I socii sono assenti. Il vinculum risulta privo di saccus. L'edeago presenta un coecum penis allungato.
Nel genitale femminile, l'ovopositore è abbastanza allungato. Le apofisi posteriori sono più lunghe di quelle anteriori. Il ductus bursae è membranoso e il corpus bursae e provvisto di un signum.

### Uovo
L'uovo è ellittico e giallo-brunastro, con un chorion granuloso, di colore rossiccio. Si nota la presenza di un anello apicale di spinule, più o meno attorno al micropilo.

### Larva
Le larve possiedono di regola una cuticola densamente rivestita di spinule smussate, ma non si osserva la presenza di setole secondarie. Appena dopo la schiusa appaiono di un colore rosso-arancio, che in seguito via via tende a sbiadire fino a un bianco-latte, per poi tornare nuovamente rossicce negli stadi finali; a maturazione completa non superano i 13 mm, e sono molto simili a quelle dei Copromorphidae e degli Alucitidae.

#### Capo
Il capo è ipognato. Il frontoclipeo appare più allungato che largo. Sono presenti sei stemmata per lato, di cui i primi cinque su un semicerchio e il sesto un po' più distante. Le setole anteriori A1, A2 ed A3 sono disposte a triangolo ottuso, con A2 più lontana dagli stemmata.

#### Torace
Nel protorace, alquanto sviluppato, le setole laterali L sono due e si trovano sempre sullo stesso pinaculum. Gli spiracoli protoracici sono un po' più ingranditi.
La setola subventrale SV è singola sul meso- e sul metatorace.

#### Addome
Nei primi otto segmenti addominali, la setola laterale L2 è disposta anterodorsalmente rispetto a L1, ma non molto lontana da quest'ultima. La setola subdorsale SD1 è collocata dorsalmente rispetto agli spiracoli. La setola dorsale D1 è presente sul IX segmento. Il gruppo SV è a singola setola nei segmenti VIII e IX, a doppia setola nei segmenti I e VII, a tripla setola nel segmento II e a quadrupla setola nei segmenti dal III al VI.
Le pseudozampe non sono molto robuste e sono presenti sui segmenti III-VI e X, con uncini disposti su un singolo ordine.

### Pupa
La pupa è rosso-brunastra e si rinviene all'interno di un bozzolo; appare relativamente tozza e di tipo obtecto, con appendici fuse tra loro e col resto del corpo, ma possiede un tegumento fragile e traslucido, attraverso il quale si scorgono i profili del capo e del torace. Sul capo è presente una sutura epicraniale. Il labrum è ben sviluppato e fiancheggiato da lobi piliferi triangolari e più in generale dalle mandibole. I palpi mascellari sono ridotti, mentre quelli labiali sono esposti, così come i profemori. Il protorace è breve. I segmenti addominali V-VII (nel maschio) e V-VI (nella femmina) sono mobili. Non sono presenti spinule sulla superficie dei tergiti addominali. Il cremaster è rappresentato da gruppi di setole dall'estremità uncinata.

## Biologia

### Ciclo biologico
La specie supera l'inverno come larva in ibernazione all'interno di una struttura di resistenza (analoga a un bozzolo), sita nel suolo a circa 5-10 cm di profondità, e a non più di due metri di distanza dalla pianta nutrice; in alcuni casi, sono state tuttavia trovate larve in ibernazione anche all'interno dei frutti conservati all'interno di silos di stoccaggio. A seguito della ripresa del normale metabolismo, in primavera, le larve si impupano all'interno di nuovi bozzoli, dai quali emergono gli adulti dopo circa dodici giorni. In alcuni casi è stata osservata una diapausa prolungata all'interno dei bozzoli, tra gli strati del suolo, che ha potuto raggiungere anche i due anni. Alla fine della primavera si ha l'emersione degli adulti, con un periodo di volo che di regola corrisponde all'estate. In Corea, Cina e Giappone, gli adulti volano tra fine maggio e metà giugno, e si può osservare una seconda generazione che vola tra agosto e settembre. La specie può essere univoltina o bivoltina (o una combinazione dei due fenomeni), a seconda delle caratteristiche ambientali: particolarmente importanti sembrerebbero essere i valori di umidità e temperatura del suolo. In Russia, dove le temperature possono essere particolarmente rigide, la specie è esclusivamente univoltina (tranne nell'estremo sud del territorio del Litorale), con un periodo di volo ristretto ai mesi centrali dell'estate.
Su ogni frutto vengono deposte diverse uova, di solito in prossimità del calice; sono state osservate fino a tredici larve all'interno di una singola pera. Un'unica femmina può deporre fino a 350 uova mature, con una media di circa 100 uova per esemplare. La durata di vita della fase adulta diminuisce all'aumentare della terperatura ambientale: sono stati riscontrati 22 giorni di vita a 15 °C, per scendere via via fino a 4,5 giorni a 35 °C. Il numero di uova deposte raggiunge il suo massimo a circa 22 °C. Le giovani larve scavano mine all'interno del frutto in maturazione, di regola vicino al calice, utilizzandone la polpa ma mai l'esocarpo. Non si hanno prove del passaggio di una larva da un frutto all'altro.

### Alimentazione
Le larve di questa specie si alimentano su un gran numero di piante nutrici, alcune di rilevanza economica; tra queste, possiamo citare:
- Arecaceae Bercht. & J.Presl, 1820
  - Phoenix L., 1753
    - Phoenix dactylifera L., 1753 (palma da datteri)
- Cornaceae Bercht. ex J. Presl, 1825
  - Cornus L., 1753
    - Cornus mas L., 1753 (corniolo)
- Malvaceae Juss., 1789
  - Corchorus L., 1753
    - Corchorus olitorius L., 1753
- Rhamnaceae Juss., 1789
  - Ziziphus Mill., 1754
    - Ziziphus jujuba Mill., 1768 (giuggiolo)
- Rosaceae Juss., 1789
  - Aronia Medik., 1789
    - Aronia arbutifolia (L.) Pers., 1806

  - Chaenomeles 	Lindl., 1821
    - Chaenomeles japonica (Thunb.) Lindl. ex Spach, 1834

  - Crataegus L., 1753
    - Crataegus cuneata Siebold & Zucc., 1845

  - Cydonia Mill., 1754
    - Cydonia oblonga Mill., 1768 (cotogno)

  - Malus Mill., 1754
    - Malus domestica Borkh., 1803 (melo)
    - Malus micromalus Makino, 1908
    - Malus pumila Mill., 1768
    - Malus sieboldii (Regel) Rehder, 1915
    - Malus toringo (Siebold) Siebold ex de Vriese, 1856

  - Prunus L., 1753
    - Prunus armeniaca L., 1753 (albicocco)
    - Prunus domestica L., 1753 (susino europeo)
    - Prunus dulcis (Mill.) D.A.Webb, 1967 (mandorlo)
    - Prunus mume (Siebold) Siebold & Zucc., 1836
    - Prunus persica (L.) Batsch, 1801 (pesco)
    - Prunus salicina Lindl., 1830 (prugno giapponese)

  - Pyrus L., 1753
    - Pyrus bretschneideri Rehder, 1915
    - Pyrus communis L., 1753 (pero comune)
    - Pyrus pyrifolia (Burm.f.) Nakai, 1926 (nashi)

  - Rosa L., 1753
    - Rosa rugosa Thunb., 1784

  - Sorbus L., 1753
    - Sorbus aucuparia L., 1753 (sorbo degli uccellatori)

### Parassitoidismo
Sono noti fenomeni di parassitoidismo su larve di C. sasakii, effettuato da alcune specie di imenotteri appartenenti alla superfamiglia Ichneumonoidea; tra queste, possiamo citare:
- Ichneumonoidea Latreille, 1802
  - Braconidae Nees, 1811
    - Bracon variator Nees, 1811
    - Chelonus sulcatus Jurine, 1807

  - Ichneumonidae Latreille, 1802
    - Anilastus sp. Förster, 1868

## Rilevanza economica e metodi di lotta
C. sasakii rappresenta una seria avversità per peschi e meli in Giappone, in Cina e più di recente anche negli Stati Uniti d'America.
Nella lotta biologica sono stati impiegati, oltre ad alcuni dei già citati parassitoidi (vedi paragrafo), anche dei nematodi entomopatogeni quali Steinernema carpocapsae e Steinernema feltiae (Secernentea, Rhabditida), già utilizzati per il controllo di altre avversità delle piante da frutto e ornamentali.
Sempre contro le larve di C. sasakii è stato inoltre impiegato l'ascomiceto Beauveria bassiana (Sordariomycetes, Hypocreales, Clavicipitaceae), già utilizzato per il controllo di altri lepidotteri, oltre che contro alcuni coleotteri, ditteri, ortotteri, isotteri, rincoti, tisanotteri, acari e altri invertebrati.
Altri ascomiceti utilizzati con buoni risultati sono Isaria fumosorosea, Paecilomyces fumosoroseus e, dagli anni '80, anche Metarhizium anisopliae.
Per quanto riguarda l'impiego di batteri, discreti risultati si sono ottenuti con Serratia marcescens (Gammaproteobacteria), mentre Bacillus thuringiensis non ha sortito risultati duraturi.
La lotta chimica ha visto di regola l'impiego del bromometano (o bromuro di metile), somministrato per fumigazione. Nell'ultimo decennio, si sta studiando l'utilizzo della fosfina (fosfuro di idrogeno) a basse temperature.

## Distribuzione e habitat

Il Paleartico orientale

Il taxon è originario del Paleartico orientale, benché negli ultimi anni del XX secolo sia stato introdotto negli Stati Uniti d'America (Texas, a seguito delle derrate alimentari importate dall'Asia, e si stia diffondendo. Più in dettaglio, l'areale della specie si estende sui seguenti paesi:
- Corea del Nord
- Corea del Sud
- Cina: Shaanxi, Chongqing, Shanxi, Henan, Guangdong, Heilongjiang, Jilin, Liaoning, Hebei, Shandong, Anhui, Jiangsu, Zhejiang e Fujian
- Giappone: Hokkaidō, Honshū, Shikoku e Kyūshū
- Russia: Circondario federale della Siberia e Circondario federale dell'Estremo Oriente
- Stati Uniti d'America: Texas, Missouri, Kentucky, Tennessee e Louisiana (introdotta)

L'habitat è rappresentato da zone verdi, anche boschive, ma soprattutto zone antropizzate coltivate a frutteto.

## Tassonomia

Il Giappone, locus typicus della specie

Carposina sasakii Matsumura, 1900 - Ent. Nachr. Berl. 26: 198 - locus typicus: Giappone (Tokyo, Sendai, Akashi).
La specie che provoca danni alle coltivazioni delle rosaceae da frutto in Estremo Oriente è stata conosciuta nella passata letteratura fitosanitaria col nome di Carposina niponensis; tuttavia, questo risulta essere il nome di un'altra specie asiatica che non rappresenta un'avversità per le piante da frutto. Tutti gli studi dedicati ai danni provocati da C. niponensis vanno pertanto correttamente riferiti a C. sasakii. Una terza specie, Carposina persicana, già considerata sinonimo di C. niponensis, è presente in Giappone e si alimenta sul pesco, sebbene non risulti di alcuna rilevanza economica.
Secondo Nasu et al. (2010), l'epiteto specifico persicana Matsumura, 1897 sarebbe il più antico utilizzabile per la specie, cosicché sasakii Matsumura, 1900 dovrebbe essere considerato più correttamente un sinonimo, secondo il principio di priorità; tuttavia, l'utilizzo del sinonimo quale nome ufficiale, sarebbe da mantenere al fine di evitare l'insorgenza di ulteriore confusione con la specie Carposina persicana Sasaki, 1905.

### Sottospecie
Non sono state individuate sottospecie.
Si noti che la sottospecie ottawana Kearfott, 1907, diffusa in Nordamerica e precedentemente inclusa in C. sasakii, è al contrario da attribuirsi a Carposina niponensis.

### Sinonimi
Sono stati riportati i seguenti sinonimi:
- Carpocapsa persicana Matsumura, 1897 - Nippon Gaityu-Hen 1: 229, fig. 97
- Carposina persicana (Matsumura, 1897)

## Conservazione
La specie non è stata inserita nella Lista rossa IUCN.

### Pubblicazioni
- (EN) Anonimo, Pea Peach Fruit Moth (Carposina niponensis Wlsm.) (PDF), in Insects not known to occur in the United States, vol. 8, n. 34, Washington, D.C., United States Plant Pest Control Division - Cooperative economic insect report, 1958,  pp. 25-26, LCCN 58061007, OCLC 8079107.
- (EN) Bo, L.; Fanhua, Z.; Yuejin, W., Toxicity of phosphine to Carposina niponensis (Lepidoptera: Carposinadae) at low temperature (abstract), in Journal of Economic Entomology, vol. 103, n. 6, Lanham, Md., Entomological Society of America, 1º dicembre 2010,  pp. 1988-1993, DOI:10.1603/EC09096, ISSN 0022-0493 (WC · ACNP), LCCN 11008063, OCLC 697423318, PMID 21309217.
- (DE) Caradja, A., Die Kleinfalter der Stötzner'schen Ausbeute, nebst Zuträge aus meiner Sammlung : (Zweite biogeographische Skizze: "Zentralasien"), in Memoriile Secţiunii Ştiinţifice Academiei Române, (3)4, n. 3, Bucarest, Bucureşti Cultura Nationalǎ, 1927,  p. 68, LCCN 81643481, OCLC 162660474.
- (DE) Caradja, A. & Meyrick, E., Materialien zu einer Mikrolepidopteren-Fauna Kwangtungs, in Deutsche Entomologische Zeitschrift Iris, vol. 48, Berlino, R. Friedländer, 1934,  pp. 28-43, LCCN sn87019097, OCLC 1695863.
- (ZH) Chang, N. X.; Chang, L.Y.; Shi, Z. Q.; Hwang, K. H., Studies on the biology of the apple fruit moth - influences of the fruits on the establishment, growth and diapause of the larvae (abstract), in Kunchong-xuebao: jikan=Acta entomologica Sinica, vol. 20, n. 2, Pechino, Ke xue chu ban she, 1977,  pp. 170-176, ISSN 0454-6296 (WC · ACNP), LCCN 83642875, OCLC 612567397. URL consultato il 25 giugno 2017 (archiviato dall'url originale il 1º novembre 2020).
- (RU) Chebanov, G. E., Disinfestation regimes (abstract), in Zashchita rasteniĭ, vol. 1, Mosca, Izd-vo "Kolos", 1977,  pp. 55-56, ISSN 0044-1864 (WC · ACNP), OCLC 702028094. URL consultato il 25 giugno 2017 (archiviato dall'url originale il 31 ottobre 2020).
- (JA) Chiba, T.; Kobayashi, M., Seasonal prevalence of the peach fruit moth, Carposina niponensis Walsingham, in the apple orchards in Iwate Prefecture (abstract), in Bulletin of the Iwate Horticultural Experiment Station, vol. 6, Iwate, 1985,  pp. 1-14, ISSN 0388-4449 (WC · ACNP), OCLC 852199680.
- (RU) Danilevsky, A. S., On the fauna of species and synonymy of fruit feeding Lepidoptera: Pyralidae, Carposinidae, Tortricidae), injurious to horticulture in the Far East, in Ėntomologičeskoe obozrenie, vol. 37, n. 2, Mosca, Pleiades Publ., 1958,  pp. 282-293, ISSN 0013-8738 (WC · ACNP), LCCN 61022632, OCLC 613003031.
- (EN) Davis, D. R., A revision of the American moths of the family Carposinidae (Lepidoptera: Carposinoidea) (PDF), in Bulletin of the United States National Museum, vol. 289, Washington, DC, Smithsonian institution Press, 1969,  pp. 1-105, ISSN 0096-2961 (WC · ACNP), LCCN 16000686, OCLC 163366519.
- (EN) Diakonoff, A., Records and descriptions of Microlepidoptera (3), in Treubia, vol. 20, n. 1, Batavia, 'sLands Plantentuin, 1949,  pp. 39-50, ISSN 0082-6340 (WC · ACNP), LCCN sn97047029, OCLC 690602797.
- (EN) Diakonoff, A., The type specimens of certain Oriental Eucosmidae and Carposinidae (Microlepidoptera), described by Edward Meyrick, together with descriptions of new Eucosmidae and Carposinidae in the British Museum (Natural History) (PDF), in Bulletin of the British Museum, natural history. Entomology, vol. 1, n. 4, Londra, British Museum, natural history, 1950,  pp. 273-300, DOI:10.5962/bhl.part.27231, ISSN 0968-0454 (WC · ACNP), LCCN 94640737, OCLC 459230530.
- (EN) Diakonoff, A., Additions and descriptions of new Olethreutinae and Carposinidae in the British Museum (Natural History) (PDF), in Bulletin of the British Museum (Natural History). Entomology series, vol. 8, n. 3, Londra, The Museum, 1959,  pp. 119-126, ISSN 0968-0454 (WC · ACNP), LCCN 86648184, OCLC 558137755.
- (DE) Diakonoff, A., Ergebnisse der Bhutan-Expedition 1972 des Naturhistorischen Museums in Basel. Lepidoptera: Fam. Tortricidae and Carposinidae with notes on other Oriental species, in Entomologica Basiliensia, vol. 2, Basilea, Im Selbstverlag des Fonds Pro Entomologia, 1977,  pp. 145-149, figg. 1-2, ISSN 0253-2484 (WC · ACNP), OCLC 609885138.
- (EN) Diakonoff, A., Three new species of the genus Carposina from Makaronesia (Lepidoptera: Carposinidae) (PDF), in Stapfia, vol. 16, Linz, Biologiezentrum der Oberösterreichischen Landesmuseen, 1988,  pp. 17-84, ISSN 0252-192X (WC · ACNP), OCLC 888485315.
- (EN) Diakonoff, A., Revision of the Palaearctic Carposinidae with descriptions of a new genus and new species (Lepidoptera: Pyraloidea) (PDF), in Zoologische Verhandelingen, vol. 251, n. 1, Leida, E.J. Brill, 1989,  pp. 1-155, ISSN 0024-1652 (WC · ACNP), LCCN 52020931, OCLC 848525739.
- (EN) Dugdale, J. S., Female Genital Configuration in the Classification of Lepidoptera (PDF), in New Zealand Journal of Zoology, vol. 1, n. 2, Wellington, 1974,  pp. 127-146, DOI:10.1080/03014223.1974.9517821, ISSN 1175-8821 (WC · ACNP), OCLC 60524666.
- (EN) Feng, M. X., On integrated pest management for deciduous fruit crops, in China Fruits, vol. 1, 1997,  pp. 47-49, ISSN 1000-8047 (WC · ACNP), OCLC 500072559.
- (FR) Geoffrion, R., Établissement des premières bases de stations d'avertissements agricoles en Chine, dans la Province du Shaanxi / Establishment of the first bases for agricultural warning stations in China, in the Province of Shaanxi (abstract), in Phytoma: la défense des végétaux, vol. 390, Parigi, Le Carrousel, 1987,  pp. 14-18, ISSN 1164-6993 (WC · ACNP), OCLC 803192188. URL consultato il 25 giugno 2017 (archiviato dall'url originale il 3 novembre 2020).
- (RU) Gibanov, P. K.; Sanin, Yu. V., Lepidoptera - pests of fruits in the Maritime Province (abstract), in Zashchita rasteniĭ, vol. 16, n. 8, Mosca, Izd-vo "Kolos", 1971,  pp. 41-43, ISSN 0044-1864 (WC · ACNP), OCLC 702028094. URL consultato il 25 giugno 2017 (archiviato dall'url originale il 1º novembre 2020).
- (EN) Haishi, T.; Koizumi, H.; Arai, T.; Koizumi, M.; Kano, H., Rapid Detection of Infestation of Apple Fruits by the Peach Fruit Moth, Carposina sasakii Matsumura, Larvae Using a 0.2-T Dedicated Magnetic Resonance Imaging Apparatus (PDF), in Applied Magnetic Resonance, vol. 41, n. 1, New York, Springer-Verlag, 22 aprile 2011,  pp. 1-18, DOI:10.1007/s00723-011-0222-8, ISSN 0937-9347 (WC · ACNP), LCCN 93660020, OCLC 4798079888, PMID 21957330.
- (ZH) Hua, B. Z., On the scientific name of the peach fruit borer (abstract), in Kun chong fen lei xue bao=Entomotaxonomia, vol. 14, n. 4, Wugong, Shenxi, Xi bei nong xue yuan, 1992,  pp. 313-314, ISSN 1000-7482 (WC · ACNP), LCCN 82645384, OCLC 7322012. URL consultato il 25 giugno 2017 (archiviato dall'url originale il 2 novembre 2020).
- (ZH) Hua, L.; Hua, B. Z., A preliminary study on the host biotypes of the peach fruit borer, in Zhi wu fen lei xue bao=Acta Phytophylactica Sinica, vol. 22, Pechino, Science Press, 1995,  pp. 165-170, ISSN 0529-1526 (WC · ACNP), LCCN 83645955, OCLC 475033294.
- (ZH) Huan, J. L.; Cheng, X. M.; Zhou, C. B., Infestation pattern of Carposina niponensis in plantations of Ziziphus jujuba and its control (abstract), in Plant Protection, vol. 13, n. 1, 1987,  pp. 18-20. URL consultato il 25 giugno 2017 (archiviato dall'url originale il 1º novembre 2020).
- (ZH) Huang, J.; Luo, X. N.; Lin, Q. C.; Wang, Q. S.; Zhang, L. M.; Liao, Q. Y.; Hou, M. G.; Hou, R. X., Studies on the bionomics of peach fruit borer, a new orchard pest in Fujian Province (abstract), in Zhiwu-baohu-xuebao: jikan=Acta phytophylacica Sinica, vol. 22, n. 1, Pechino, Zhongguo Zhiwu Baohu Xuehui, 1995,  pp. 22-26, ISSN 0577-7518 (WC · ACNP), OCLC 826612461. URL consultato il 25 giugno 2017 (archiviato dall'url originale il 1º novembre 2020).
- (EN) Huang, K. S.; Wang, Y. Z.; Yie, Z. C.; Zhang, N. J.; Zhang, L. Y. and Su, Z. C., Effect of light cycle and temperature on the diapause of Carposina niponensis, in Acta Entomologica Sinica, vol. 19, Pechino, Science Press, 1976,  pp. 149-156, ISSN 0163-6839 (WC · ACNP), LCCN 76640784, OCLC 915053298.
- (JA) Hukusima, S., Ecological studies on the peach fruit moth, Carposina niponensis Walsingham, 1: on the diurnal rhythm of adult (abstract), in Applied entomology and zoology, vol. 18, n. 1-2, Tokyo, Japanese Society of Applied Entomology and Zoology, 1953,  pp. 55-60, ISSN 1347-605X (WC · ACNP), LCCN sf83008050, OCLC 757334303. URL consultato il 25 giugno 2017 (archiviato dall'url originale il 3 novembre 2020).
- (EN) Hukusima, S. & Takeda, s., On the oviposition preference of the peach fruit moth. Ecological studies on the peach fruit moth, Carposina niponensis Walsingham, IV. Botyukagaku, in "Scientific insect control": Bulletin of the institute of Insect Control, vol. 22, n. 1, Kyoto, Kyoto University, 1957,  pp. 1-10, ISSN 0006-5420 (WC · ACNP), LCCN 898551701, OCLC 898551701.
- (ZH) Hwang, K. H.; Woo, W. C. et al., Studies on the biology and chemical control of the apple fruit borer Carposina niponensis, in Acta Oeconomica-Entomologica Sinica, vol. 1, 1958,  pp. 31-66.
- (JA) Ihara, F.; Yaginuma, K.; Ishida, N.; Koizumi, M., Non-destructive observation of peach fruit moth, Carposina sasakii Matsumura (Lepidoptera: Carposinidae), in young apple fruits by MRI (abstract), in Japanese Journal of Applied Entomology and Zoology=Nihon Ōyō Dōbutsu Konchū Gakkai shi, vol. 52, n. 3, Tōkyō, Dō Gakkai, 30 agosto 2008,  pp. 123-128, DOI:10.1303/jjaez.2008.123, ISSN 0021-4914 (WC · ACNP), LCCN sn86009156, OCLC 4634906219.
- (EN) Ishiguri, Y.; Shirai, Y., Flight activity of the peach fruit moth, Carposina sasakii (Lepidoptera: Carposinidae), measured by a flight mill (PDF), in Applied Entomology and Zoology, vol. 39, n. 1, Tokyo, Springer Japan, 25 maggio 2004,  pp. 127-131, DOI:10.1303/aez.2004.127, ISSN 0003-6862 (WC · ACNP), LCCN sf83008050, OCLC 4634876998.
- (EN) Ishiguri, Y.; Toyoshima, S., Larval survival and development of the peach fruit moth, Carposina sasakii (Lepidoptera: Carposinidae), in picked and unpicked apple fruits (PDF), in Applied Entomology and Zoology, vol. 41, n. 4, Tokyo, Springer Japan, 2006,  pp. 685-690, DOI:10.1303/aez.2006.685, ISSN 0003-6862 (WC · ACNP), LCCN sf83008050, OCLC 4634885310.
- (JA) Iwahana, H.; Konno, T.; Sato, R., A Pathogenic Bacterium of the Peach Fruit Moth, Carposina niponensis Walsingham (Lepidoptera: Carposinidae), in Nihon Ōyō Dōbutsu Konchū Gakkai=Japanese Journal of Applied Entomology and Zoology, vol. 29, n. 3, Tokyo, Dō Gakkai, 1985,  pp. 256-258, ISSN 1347-6068 (WC · ACNP), LCCN sn86009156, OCLC 53834551.
- (ZH) Jiang, Y. Z.; Piao, C. S.; Zhang, S. F.; Wu, S. Q.; Zhao, F. Y., On the damage and 'on-tree' action threshold of peach fruit borer to apple (abstract), in Acta Phytophylactica Sinica, vol. 17, n. 4, Pechino, Science Press, 1990,  pp. 359-364, ISSN 0529-1526 (WC · ACNP), LCCN 83645955, OCLC 475033294. URL consultato il 25 giugno 2017 (archiviato dall'url originale il 1º novembre 2020).
- (ZH) Jiang, Y. Z.; Zhang, S. F.; Zhao, F. Y.; Wu, S. Q.; Piao, S. C., Control of Carposina sasakii Matsumura with cypermethrin (abstract), in Plant Protection, vol. 12, n. 2, 1986,  pp. 21-22. URL consultato il 25 giugno 2017 (archiviato dall'url originale il 31 ottobre 2020).
- (JA) Kajino, Y.; Nakao, H, Ecology of peach fruit moth, Carposina niponensis Walsingham I. Period of adult emergence of the first brood (abstract), in Hokkaidō Nōgyō Shikenjo shūhō=Bulletin of Hokkaido Prefectural Agricultural Experiment Stations, vol. 37, Naganuma, Hokkaidōritsu Nōgyō Shikenjo, 1977,  pp. 77-84, ISSN 0441-0807 (WC · ACNP), OCLC 458296156. URL consultato il 25 giugno 2017 (archiviato dall'url originale il 4 novembre 2020).
- (ZH) Kang, Z. X., Studies on the occurrence and appropriate time for chemical control of Carposina niponensis in Changchun region, in Jilin nong ye da xue xue bao=Journal of Jilin Agricultural University, vol. 17, Changchun, Jilin nong ye da xue, 1995,  pp. 22-26, ISSN 1000-5684 (WC · ACNP), OCLC 723859054.
- (DE) Karsch, F., Neue japanische Microlepidopteren beschr. von Dr. Sbonen Matsumura (T. M.), z. Zt. Berlin (PDF), in Entomologische Nachrichten, vol. 26, n. 13, Berlino, R. Friedländer und Sohn, luglio 1900,  pp. 193-199, ISSN 0722-3773 (WC · ACNP), LCCN 85646332, OCLC 666721019.
- (EN) Kawabe, A., Descriptions of fourteen new species of the micro moths from Japan, in Tinea, vol. 11, n. 3, Tokyo, Nihon-Garui-Gakkai, 1980,  pp. 17-31, 41 figg., ISSN 0493-3168 (WC · ACNP), OCLC 916772467.
- (EN) Keifer, H. H., Systematic entomology - in W. J. Cecil, et al. (eds.) (abstract), in Bulletin of the Department of Agriculture State of California, vol. 32, Sacramento, California State Print. Office, 1943,  pp. 256-60, OCLC 14445676.
- (EN) Kim D.-S.; Lee J.-H., Egg and larval survivorship of Carposina sasakii (Lepidoptera: Carposinidae) in apple and peach and their effects on adult population dynamics in orchards (PDF), in Environmental Entomology, vol. 31, n. 4, Oxford, Oxford University Press, 1º agosto 2002,  pp. 686-692, DOI:10.1603/0046-225X-31.4.686, ISSN 0046-225X (WC · ACNP), LCCN 72621524, OCLC 202876338.
- (EN) Kim D.-S.; Lee J.-H., Oviposition model of Carposina sasakii (Lepidoptera: Carposinidae) (abstract), in Ecological Modelling, vol. 162, n. 1, Amsterdam, Elsevier, 2003,  pp. 145-153, DOI:10.1016/S0304-3800(02)00402-7, ISSN 0304-3800 (WC · ACNP), LCCN sf89091049, OCLC 97164733.
- (EN) Kim, D.-S.; Lee, J.-H.; Yiem, M.-S., Spring emergence pattern of Carposina sasakii (Lepidoptera: Carposinidae) in apple orchards in Korea and its forecasting models based on degree-days (PDF), in Environmental Entomology, vol. 29, n. 6, College Park, Md., Entomological Society of America, 1º dicembre 2000,  pp. 1188-1198, DOI:10.1603/0046-225X-29.6.1188, ISSN 0046-225X (WC · ACNP), LCCN 72621524, OCLC 202868533.
- (EN) Koizumi, M.; Ihara, F.; Yaginuma, K.; Kano, H.; Haishi, T., Observation of the peach fruit moth, Carposina sasakii, larvae in young apple fruit by dedicated micro-magnetic resonance imaging (PDF), in Journal of Insect Science, vol. 10, n. 145, Tucson, AZ, University of Arizona, Department of Entomology, 10 settembre 2010,  pp. 1-10, DOI:10.1673/031.010.14105, ISSN 1536-2442 (WC · ACNP), OCLC 4631986795, PMID 21070179.
- (RU) Komarova, G. F., The peach fruitmoth (abstract), in Zashchita Rastenii, vol. 9, Mosca, Izd-vo "Kolos", 1981,  pp. 37-38, ISSN 0044-1864 (WC · ACNP), OCLC 702028094. URL consultato il 25 giugno 2017 (archiviato dall'url originale il 1º novembre 2020).
- (RU) Kuznetsov, V. I., New species of lower Lepidoptera: Carposinidae and Lithocolletidae from Tadzhikistan, in Ėntomologičeskoe obozrenie, vol. 54, n. 2, Mosca, Pleiades Publ., 1975,  pp. 415-420, ISSN 0013-8738 (WC · ACNP), LCCN 61022632, OCLC 613003031.
- (RU) Kuznetsov, V. I. & Stekolnikov, A. A., Functional morphology of the male genitalia of the Pyraloidea (Lepidoptera) of the Palaearctic fauna, in Trudy Zoologičeskogo instituta / Proceedings of the Zoological Institute / Academy of Sciences of the USSR, vol. 83, Leningrado, Akademija nauk SSSR, 1979b,  pp. 46-96, ISSN 0206-0477 (WC · ACNP), OCLC 715330709.
- (RU) Kuznetsova, T. L., Phylogenetic relationships of the families of the Pyraloidea (Lepidoptera) of the Palaearctic fauna based on the peculiarities of the structures of skeleton and musculature of the thorax, in Trudy Zoologičeskogo instituta / Proceedings of the Zoological Institute / Academy of Sciences of the USSR, vol. 103, Leningrado, Akademija nauk SSSR, 1981,  pp. 44-61, ISSN 0206-0477 (WC · ACNP), OCLC 715330709.
- (EN) Kyrki, J., Adult abdominal sternum II in ditrysian tineoid superfamities - morphology and phylogenetic significance (Lepidoptera) (abstract), in Annales entomologici Fennici / Suomen hyönteistieteellinen aikakauskirja, vol. 49, Helsinki, Suomen Hyönteistieteellinen Seura, 1983,  pp. 89-94, ISSN 0003-4428 (WC · ACNP), LCCN 91649455, OCLC 2734663.
- (KO) Lee, S. W.; Hyun, J. S.; Park, J. S., Studies on the developments of the overwintering peach fruit moth, Carposina niponensis Walsingham (abstract), in Korean Journal of Plant Protection, vol. 23, n. 1, Suwon, Korean Society of Plant Protection, 1984,  pp. 42-48, OCLC 1772604. URL consultato il 25 giugno 2017 (archiviato dall'url originale il 4 novembre 2020).
- (EN) Lei, X.; Li, D.; Li, Z.; Zalom, F. G.; Gao, L.; Shen, Z., Effect of host plants on developmental time and life table parameters of Carposina sasakii (Lepidoptera: Carposinidae) under laboratory conditions (PDF), in Environmental Entomology, vol. 41, n. 2, Oxford, Oxford University Press, 1º aprile 2012,  pp. 349-354, DOI:10.1603/EN11244, ISSN 0046-225X (WC · ACNP), LCCN 72621524, OCLC 4897861071, PMID 22507008.
- (ZH) Li, S. C.; Liu, J. B.; He, D. J., Study on the control of Carposina nipponensis using entomopathogenic nematode Taishan 1 (Heterorhabditis sp.) (abstract), in Zhi wu bao hu xue bao=Acta phytophylacica sinica, vol. 17, n. 3, Pechino, Nong ye chu ban she, 1990,  pp. 237-240, ISSN 0577-7518 (WC · ACNP), OCLC 156443494. URL consultato il 25 giugno 2017 (archiviato dall'url originale il 1º novembre 2020).
- (ZH) Li, Y.; Liu, Z.; Zhang, L.; Chai, F.; Zong, J., Application of Steinernema feltiae agriotes against the peach fruit borer (abstract), in Zhi wu fen lei xue bao=Acta Phytophylactica Sinica, vol. 20, n. 4, Pechino, Science Press, 1993,  pp. 337-342, ISSN 0529-1526 (WC · ACNP), LCCN 83645955, OCLC 475033294.
- (EN) Liu, Z.; Hua, B. Z.; Liu, L., Ultrastructure of the sensilla on larval antennae and mouthparts in the peach fruit moth, Carposina sasakii Matsumura (Lepidoptera: Carposinidae) (abstract), in Micron: the international research and review journal for microscopy, vol. 42, n. 5, Oxford/New York, Pergamon Press, 28 gennaio 2011,  pp. 478-483, DOI:10.1016/j.micron.2011.01.006, ISSN 0968-4328 (WC · ACNP), LCCN 94660585, OCLC 707854115, PMID 21333544.
- (ZH) Lu, Q. G.; Zhang, N. X.; Jiang, Y. Z.; Zhang, S. F., Laboratory and field tests on the efficacy of a Chinese produced Bacillus thuringiensis wettable powder against peach fruit borer, Carposina niponensis (Lep.: Carposinidae) (abstract), in Zhongguo sheng wu fang zhi=Chinese Journal of Biological Control, vol. 9, n. 4, Pechino, "Zhongguo sheng wu fang zhi" bian ji bu, 1993,  pp. 156-159, ISSN 1000-1034 (WC · ACNP), LCCN 2001202574, OCLC 43935585. URL consultato il 25 giugno 2017 (archiviato dall'url originale il 2 novembre 2020).
- (EN) Meyrick, E., Carposina H.-S. referable to the Tortricina (PDF), in The Entomologist's monthly magazine, vol. 19, Oxford, Entomologist's Monthly Magazine Ltd., 1882a,  pp. 69-70, ISSN 0013-8908 (WC · ACNP), LCCN 06002228, OCLC 1568052.
- (DE) Meyrick, E. & Caradja, A., Materialien zu einer Microlepidopterenfauna des Yulingmassivs (Provinz Yunnan), in Deutsche entomologische Zeitschrift Iris, vol. 52, Berlino, Museum für Naturkunde, 1938,  pp. 1-29, ISSN 1860-1324 (WC · ACNP), LCCN sn87019097, OCLC 804878302.
- (JA) Miyashita, K.; Kawamura, E. and Ikeuchi, S., Studies on the seasonal behavior of the peach fruit moth (Carposina niponensis Walsingham), I: On the periods of appearance of the peach fruit moth, in Hokkaidō Nōgyō Shikenjō kenkyū hōkoku=Research bulletin of the Hokkaido National Agricultural Experiment Station, vol. 68, Sapporo, Hokkaidō Nōgyō Shikenjō, 1955,  pp. 71-78, ISSN 0367-5955 (WC · ACNP), LCCN sn85005935, OCLC 646960061.
- (JA) Mizukoshi, T., Contribution to the use of synthetic pheromone for forecasting the peach fruit moth, Carposina niponensis Walsingham (abstract), in Hokkaidō Nōgyō Shikenjo shūhō=Bulletin of the Hokkaido Prefectural Agricultural Experiment Stations, vol. 49, Naganuma, Hokkaidōritsu Nōgyō Shikenjo, 1983,  pp. 41-48, ISSN 0441-0807 (WC · ACNP), OCLC 7236296. URL consultato il 25 giugno 2017 (archiviato dall'url originale il 30 ottobre 2020).
- (EN) Mosher E., A Classification of the Lepidoptera Based on Characters of the Pupa, in Bulletin of the Illinois State Laboratory of Natural History, vol. 1912, n. 2, Urbana, Illinois, Illinois State Laboratory of Natural History, marzo 1916,  p. 62, DOI:10.5962/bhl.title.70830, ISSN 0073-5272 (WC · ACNP), LCCN 16027309, OCLC 2295354.
- (JA) Narita, H., Studies on the ecology and control of peach fruit moth (Carposina niponensis Walsingham), in Kaju Shikenjō gyōmu hōkoku=Bulletin of the Akita Fruit-Tree Experiment Station, vol. 17, Akita, Akita-ken Kaju Shikenjō, 1986,  pp. 31-128, ISSN 0568-7373 (WC · ACNP), OCLC 3565352.
- (JA) Narita, H.; Otake, A., Peach fruit moth, Carposina niponensis Walsingham (Lepidoptera: Carposinidae): bionomics and control measures, in Review of Plant Protection Research, vol. 12, Tokyo, Phytopathological Society of Japan: Japanese Society of Applied Entomology and Zoology, 1979,  pp. 40-63, OCLC 499428272.
- (JA) Narita, H.; Takahashi, Y., Studies on methods of controlling the peach fruit moth Carposina niponensis. II. Practical tests on the soil surface application of diazinon granules, in Kaju Shikenjō gyōmu hōkoku=Bulletin of the Akita Fruit-Tree Experiment Station, vol. 10, Akita, Akita-ken Kaju Shikenjō, 1978,  pp. 53-66, ISSN 0568-7373 (WC · ACNP), OCLC 3565352.
- (JA) Nasu, Y.; Tamashima, K.; Shibao, M.; Yoshimatsu, S.; Naito, T., Rediscovery of Carposina niponensis Walsingham and Carposinids Caught by Synthetic Sex Pheromone Trap for C. sasakii Matsumura in Japan (Lepidoptera: Carposinidae) (PDF), in Japanese Journal of Applied Entomology and Zoology=Nihon Ōyō Dōbutsu Konchū Gakkai shi, vol. 54, n. 3, Tōkyō, Dō Gakkai, 2010,  pp. 115-126, DOI:10.1303/jjaez.2010.115, ISSN 0021-4914 (WC · ACNP), LCCN sn86009156, OCLC 4634908739.
- (EN) Ohira, Y., Variation in the body size as represented by the forewing area in the peach fruit moth adults, Carposina niponensis Walsingham, issued from the overwintering cocoons and caught by the pheromone traps, in Kita Nihon Byōgaichū Kenkyūkai hō=Annual Report of the Society of Plant Protection of North Japan, vol. 37, Omagari, Kita Nippon Byōgaichū Kenkyūkai, 1986,  pp. 165-169, ISSN 0368-623X (WC · ACNP), OCLC 4589962.
- (JA) Ohira, Y., Numbers of spermatophores and mature eggs retained by field-collected female adults of the peach fruit moth, Carposina niponensis Walsingham (Lepidoptera: Carposinidae) (abstract), in Journal of the Society of Plant Protection of North Japan, vol. 40, Omagari, Kita Nippon Byōgaichū Kenkyūkai, 1989,  pp. 165-166, ISSN 0368-623X (WC · ACNP), OCLC 4589962. URL consultato il 25 giugno 2017 (archiviato dall'url originale il 1º novembre 2020).
- (EN) Ohira, Y., Seasonal history of the peach fruit moth, Carposina sasakii Matsumura, in an isolated garden with plum and Japanese dwarf quince as major hosts (abstract), in Kita Nihon Byōgaichū Kenkyūkai hō=Annual Report of the Society of Plant Protection of North Japan, vol. 41, Omagari, Kita Nippon Byōgaichū Kenkyūkai, 1990,  pp. 169-174, ISSN 0368-623X (WC · ACNP), OCLC 4589962. URL consultato il 25 giugno 2017 (archiviato dall'url originale il 3 novembre 2020).
- (JA) Okazaki, K.; Arakawa, A., Control of major lepidopterous insect pests by multiple mating disruptor in apple orchards. 7. Possibility of reducing insecticide application by using communication disruption in the control of the fruit moths, in Kita Nihon Byōgaichū Kenkyūkai hō=Annual Report of the Society of Plant Protection of North Japan, vol. 53, Omagari, Kita Nippon Byōgaichū Kenkyūkai, 2002,  pp. 287-289, ISSN 0368-623X (WC · ACNP), OCLC 4589962.
- (JA) Okazaki, K.; Arakawa, A.; Abe, M., Control of major lepidopterous insect pests by multiple mating disruptor in apple orchards. 8. The influence of cutting down disused apple trees on the damage by peach fruit moth in adjoining apple orchards, in Kita Nihon Byōgaichū Kenkyūkai hō=Annual Report of the Society of Plant Protection of North Japan, vol. 53, Omagari, Kita Nippon Byōgaichū Kenkyūkai, 2002,  pp. 290-292, ISSN 0368-623X (WC · ACNP), OCLC 4589962.
- (JA) Oku, T.; Wako, M.; Ohira, Y., Suppression of the oriental peach moth population, Carposina niponensis Walsingham, through mation disruption with sex pheromone, in Bulletin of Fruit Tree Research Station C, vol. 16, Morioka, Norinsho Kaju Shinkenjo, 1989,  pp. 63-81, ISSN 0385-2334 (WC · ACNP), OCLC 476118838.
- (JA) Ôtake, A., Catches in synthetic sex pheromone-baited traps of lepidopterous males infesting fruit trees in relation to their dispersal activities (abstract), in Japanese Journal of Applied Entomology and Zoology=Nihon Ōyō Dōbutsu Konchū Gakkai shi, vol. 29, n. 2, Tōkyō, Dō Gakkai, 1985,  pp. 144-149, DOI:10.1303/jjaez.29.144, ISSN 0021-4914 (WC · ACNP), LCCN 86009156 sn 86009156, OCLC 4634906219. URL consultato il 25 giugno 2017 (archiviato dall'url originale il 31 ottobre 2020).
- (ZH) Ou, Z. M.; Hu, A. Q.; Liu, T. M.; Chen, B. J.; Tian, Q. L., An experimental report on the control of Carposina niponensis Walsingham on apple by ground treatment with phoxim in microcapsule formulation (abstract), in Ningxia Agricultural Science and Technology, vol. 6, 1984,  pp. 20-23. URL consultato il 25 giugno 2017 (archiviato dall'url originale il 31 ottobre 2020).
- (EN) Quan, L. F.; Qiu, G. S.; Zhang, H. J.; Sun, L. N.; Li, Y. Y.; Yan, W. T., Sublethal Concentration of Beta-Cypermethrin Influences Fecundity and Mating Behavior of Carposina sasakii (Lepidoptera: Carposinidae) Adults (abstract), in Journal of Economic Entomology, vol. 109, n. 5, Oxford, Oxford University Press, 6 agosto 2016,  pp. 2196-2204, DOI:10.1093/jee/tow170, ISSN 0022-0493 (WC · ACNP), LCCN 11008063, OCLC 6884844563, PMID 27498114.
- (EN) Riley, C. V., The Japanese peach fruit-worm (PDF), in Insect Life, vol. 2, Washington, D.C., National government publication, 1889,  pp. 64-66, LCCN 04024916, OCLC 1753176.
- (JA) Sato, N.; Ishitani, M., Life-cycle of the peach fruit moth, Carposina niponensis Walsingham, in Aomori-ken Hatasaku Engei Shikenjō kenkyū hōkoku=Bulletin of the Aomori Field Crops and Horticultural Experiment Station, vol. 1, Aomori, Aomori-ken Hatasaku Engei Shikenjo, 1976,  pp. 1-16, ISSN 0385-3543 (WC · ACNP), OCLC 149747090.
- (EN) Sekiguchi, A., Studies on the control of peach fruit moth by the entomogenous fungus Isaria fumosorosea, in Bulletin of the Tohoku National Agricultural Experimental Station, vol. 16, Morioka, 1960,  pp. 89-93, OCLC 263076998.
- (JA) Shirasaki, S.; Yamada, M.; Sato, R.; Yaginuma, K.; Kumakura, M.; Tamaki, Y., Field tests on attractiveness of the synthetic sex pheromone of the peach fruit moth, Carposina niponensis Walsingham (Lepidoptera: Carposinidae) (abstract), in Nihon Ōyō Dōbutsu Konchū Gakkai shi=Japanese Journal of Applied Entomology and Zoology, vol. 23, n. 4, Tōkyō, Dō Gakkai, 1979,  pp. 240-245, DOI:10.1303/jjaez.23.240, ISSN 0021-4914 (WC · ACNP), LCCN sn86009156, OCLC 4634906219. URL consultato il 25 giugno 2017 (archiviato dall'url originale il 31 ottobre 2020).
- (JA) Soma, Y.; Misumi, T.; Naito, H.; Kawakami, F., Tolerance of several species of fresh fruits to methyl bromide and phosphine fumigation and mortality of peach fruit moth by phosphine fumigation, in Shokubutsu Bōekijo chōsa kenkyū hōkoku=Research bulletin of the Plant Protection Service, Japan, vol. 36, Yokohama, Nōrinshō Yokohama Shokubutsu Bōekijo, 2000,  pp. 1-4, ISSN 0387-0707 (WC · ACNP), LCCN 78642562, OCLC 5703407.
- (EN) Son, Y.; Chon, I.; Neven, L.; Kim, Y., Controlled atmosphere and temperature treatment system to disinfest fruit moth, Carposina sasakii (Lepidoptera: Carposinidae) on apples (abstract), in Journal of Economic Entomology, vol. 105, n. 5, Oxford, Oxford University Press, ottobre 2012,  pp. 1540-1547, DOI:10.1603/EC12133, ISSN 0022-0493 (WC · ACNP), LCCN 11008063, OCLC 814429661, PMID 23156148.
- (EN) Sonnet, P.E., Improved preparations of alkyne nitriles, acetates, and alcohols : Application to the synthesis of the sex pheromone components of the Douglas fir tussock moth and peach fruit moth (abstract), in Journal of chemical ecology, vol. 9, n. 5, New York, Plenum Pub. Corp., maggio 1983,  pp. 551-560, DOI:10.1007/BF00990409, ISSN 0098-0331 (WC · ACNP), LCCN 75644091, OCLC 5534561416, PMID 24407517.
- (ZH) Sun, L. Q.; Zhang, H. Q.; Li, Y. Y., Studies on dispersal of sterile Carposina nipponensis using mark-release-recapture technique (abstract), in Henong-xuebao: jikan=Acta Agriculturae Nucleatae Sinica, vol. 1, n. 1, Pechino, Nong ye chu ban she, 1987,  pp. 29-37, ISSN 1000-8551 (WC · ACNP), LCCN 89640789, OCLC 611969222. URL consultato il 25 giugno 2017 (archiviato dall'url originale il 2 novembre 2020).
- (JA) Toshima, A.; Honma, K.; Masaki, S., Factors influencing the seasonal incidence and breaking of diapause in Carposina niponensis Walsingham, in Japanese Journal of Applied Entomology and Zoology=Nihon Ōyō Dōbutsu Konchū Gakkai shi, vol. 5, Tōkyō, Dō Gakkai, 1961,  pp. 260-269, ISSN 0021-4914 (WC · ACNP), LCCN sn86009156, OCLC 4634906219.
- (EN) Walsingham, T., Asiatic Tortricidae (contin.) (PDF), in Annals and magazine of natural history, (7) 6, Londra, Taylor and Francis, 1900,  pp. 121-137, LCCN 16024009, OCLC 780054897.
- (EN) Wang, J. X.; Li, L. Y., Entomogenous nematode research in China (abstract), in Revue de Nématologie, vol. 10, n. 4, Parigi, Office de la recherche scientifique et technique outre-mer, 1987,  pp. 483-489, ISSN 0183-9187 (WC · ACNP), LCCN 79642356, OCLC 5073053. URL consultato il 25 giugno 2017 (archiviato dall'url originale il 31 ottobre 2020).
- (EN) Wang, J.; Yu, Y.; Li, L. L.; Guo, D.; Tao, Y. L.; Chu, D., Carposina sasakii (Lepidoptera: Carposinidae) in its Native Range Consists of Two Sympatric Cryptic Lineages as Revealed by Mitochondrial COI Gene Sequences (PDF), in Journal of Insect Science, vol. 15, n. 1, Tucson, AZ, University of Arizona, Department of Entomology, 2015,  p. 85, DOI:10.1093/jisesa/iev063, ISSN 1536-2442 (WC · ACNP), OCLC 6873031199, PMC 4535581, PMID 26136498.
- (ZH) Wang, P.; Yu, Y.; Xu, Y. Y.; Li, L. L.; Zhang, A. S.; Men, X. Y.; Zhang, S. C.; Zhou, X. H., Effects of different host plants on the cold-resistant substances in overwintering larvae of Carposina sasakii Matsumura (Lepidoptera: Carposinidae) (abstract), in Ying yong sheng tai xue bao (Chinese Journal of Applied Ecology), vol. 25, n. 5, Pechino, Ke xue chu ban she, maggio 2014,  pp. 1513-1517, ISSN 1001-9332 (WC · ACNP), LCCN sn95038711, OCLC 5587647620, PMID 25129956.
- (EN) Wang, Y. Z.; Cao, L. J.; Zhu, J. Y.; Wei, S. J., Development and Characterization of Novel Microsatellite Markers for the Peach Fruit Moth Carposina sasakii (Lepidoptera: Carposinidae) Using Next-Generation Sequencing (PDF), in International journal of molecular sciences, vol. 17, n. 3, Basilea, Molecular Diversity Preservation International, 15 marzo 2016,  p. 362, DOI:10.3390/ijms17030362, ISSN 1422-0067 (WC · ACNP), LCCN 2001244952, OCLC 6013809116, PMID 26999103.
- (ZH) Wu, W. C., Hwang, K. H., Identification of fruits moths damaging apple fruits, in Acta Entomologica Sinica, vol. 5, Pechino, Ke xue chu ban she, 1955,  pp. 347-348, ISSN 0454-6296 (WC · ACNP), LCCN 83642875, OCLC 612567397.
- (EN) Wu, Y. P.; Zhao, J. L.; Su, T. J.; He, Q. S.; Xie, J. L.; Zhu, C. D., The complete mitochondrial genome of Carposina sasakii (Lepidoptera: Carposinidae) (abstract), in Mitochondrial DNA. Part A, DNA mapping, sequencing, and analysis, vol. 27, n. 2, Abingdon, UK, Taylor & Francis, 4 settembre 2014,  pp. 1432-1434, DOI:10.3109/19401736.2014.953079, ISSN 2470-1394 (WC · ACNP), LCCN 2015203687, OCLC 6870148068, PMID 25185454.
- (EN) Xiong, Q.; Xie, Y.; Zhu, Y.; Xue, J.; Li, J.; Fan, R., Morphological and ultrastructural characterization of Carposina sasakii larvae (Lepidoptera: Carposinidae) infected by Beauveria bassiana (Ascomycota: Hypocreales: Clavicipitaceae) (abstract), in Micron: the international research and review journal for microscopy, vol. 44, Oxford, Elsevier, gennaio 2013,  pp. 303-311, DOI:10.1016/j.micron.2012.08.002, ISSN 0968-4328 (WC · ACNP), LCCN 94660585, OCLC 820368721, PMID 22940571.
- (EN) Yaginuma, K.; Takagi, K., Use of entomogenous fungi for the control of the peach fruit moth, Carposina niponensis (abstract), in Extension Bulletin, ASPAC Food and Fertilizer Technology Center for the Asian and Pacific Region, Taiwan, vol. 257, Taipei, FFTC, 1987,  p. 25, ISSN 0379-7597 (WC · ACNP), OCLC 890200156. URL consultato il 25 giugno 2017 (archiviato dall'url originale il 1º novembre 2020).
- (JA) Yago, M.; Ishikawa, H., Ecological notes and methods of controlling Carposina sasakii, in Shizuoka-ken Nōgyō Shikenjō kenkyū hōkoku=Bulletin of Shizuoka Agricultural Experiment Station, vol. 39, Shizuoka-shi, Shizuoka-ken Nōgyō Shikenjō, 1936, ISSN 0583-094X (WC · ACNP), OCLC 10423752.
- (EN) Zhang, B.; Peng, Y.; Zhao, X. J.; Hoffmann, A. A.; Li, R.; Ma, C. S., Emergence of the overwintering generation of peach fruit moth (Carposina sasakii) depends on diapause and spring soil temperatures (abstract), in Journal of Insect Physiology, vol. 86, Londra/New York, Pergamon Press, 24 dicembre 2015,  pp. 32-39, DOI:10.1016/j.jinsphys.2015.12.007, ISSN 0022-1910 (WC · ACNP), LCCN 57003860, OCLC 5975145408, PMID 26724748.
- (EN) Zhang, B.; Zhao, F.; Hoffmann, A.; Ma, G.; Ding, H. M.; Ma, C. S., Warming Accelerates Carbohydrate Consumption in the Diapausing Overwintering Peach Fruit Moth Carposina sasakii (Lepidoptera: Carposinidae) (abstract), in Environmental Entomology, vol. 45, n. 5, Oxford, Oxford University Press, 17 July 2016,  pp. 1287-1293, DOI:10.1093/ee/nvw079, ISSN 0046-225X (WC · ACNP), LCCN 72621524, OCLC 6924345639, PMID 27426722.
- (ZH) Zhang, H. Q.; Song, J. X., A study on sterility of irradiated Carposina nipponensis Wals (abstract), in Yuan zi neng nong ye ying yong=Application of atomic energy in agriculture, vol. 2, Pechino, Nong ye chu ban she, 1983,  pp. 1-5, ISSN 0253-3596 (WC · ACNP), LCCN sn82000213, OCLC 8691117. URL consultato il 25 giugno 2017 (archiviato dall'url originale il 1º novembre 2020).
- (ZH) Zhang, H. Q.; Wang, Y. L., The inherited sterility of the peach fruit-borer resulting from irradation (abstract), in Yuan zi neng nong ye ying yong=Application of atomic energy in agriculture, vol. 4, Pechino, Nong ye chu ban she, 1983,  pp. 1-10, ISSN 0253-3596 (WC · ACNP), LCCN sn82000213, OCLC 8691117. URL consultato il 25 giugno 2017 (archiviato dall'url originale il 2 novembre 2020).
- (ZH) Zhang, Y. L.; Mu, W.; Chen, Z. L.; Han, Z. R.; Ma, C.; Zhai, R. H., Susceptibility and related physiological and biochemical mechanisms of Carposina niponensis Walsingham larvae on six insecticides before and after overwintering [collegamento interrotto] (abstract), in Ying yong sheng tai xue bao=The journal of applied ecology, vol. 18, n. 8, Pechino, Ke xue chu ban she, agosto 2007,  pp. 1913-1916, ISSN 1001-9332 (WC · ACNP), LCCN sn95038711, OCLC 181008383, PMID 17974266.
- (ZH) Zhang, Y. L.; Mu, W.; Zhao, D.; Wei, G.; Pang, J., Effects of illumination and cold storage on development and reproduction of Carposina niponensis (abstract), in Ying yong sheng tai xue bao=The journal of applied ecology, vol. 17, n. 7, Pechino, Ke xue chu ban she, luglio 2006,  pp. 1348-1350, ISSN 1001-9332 (WC · ACNP), LCCN sn95038711, OCLC 109923772, PMID 17044520.
- (EN) Zhou, Y. Y. and Yang, H. W., A comparative study on the virulence against Carposina niponensis between a newly isolated insect nematode Steinernema sp. (CB-2Y) and Steinernema feltiae Agriotos (abstract), in Chinese Journal of Biological Control, vol. 7, Pechino, Biological Control Laboratory, 1991,  pp. 58-70, ISSN 1005-9261 (WC · ACNP), LCCN 2001202574, OCLC 43935585.

### Testi
- (EN) Barlow, H. S., An Introduction to the Moths of South East Asia, d'Abrera, B., Kuala Lumpur and Faringdon, U.K., The Malayan Nature Society and E.W. Classey, 1982,  pp. x+305; 50 pls, ISBN 9780860960188, OCLC 252308130.
- (EN) Bedding, R. A.; Akhurst, R. J.; Kaya, H. K. (Eds.), Nematodes and the Biological Control of Insect Pests, East Melbourne, Victoria, CSIRO, 1993,  pp. vi, 178, ISBN 0-643-05479-0, LCCN 95122855, OCLC 769343205.
- (FR) Bovey, P., Famille des Carposinidae, in Balachowsky, A. S. (Ed.) - Entomologie appliquée à l'agriculture, Vol. 2 - parte 1, Parigi, Masson, 1966,  pp. 892-893, ISBN non esistente, LCCN 64051169, OCLC 499307224.
- (EN) Capinera, J. L. (Ed.), Encyclopedia of Entomology, 4 voll., 2nd Ed., Dordrecht, Springer Science+Business Media B.V., 2008,  pp. lxiii + 4346, ISBN 978-1-4020-6242-1, LCCN 2008930112, OCLC 837039413.
- (DE) Caradja, A. & Meyrick, E., Materialien zu einer microlepidopteren Fauna der chinesischen Provinzen Kiangsu, Chekiang und Hunan, Berlino, R. Friedländer & Sohn, 1935,  pp. 96, 6 figg., ISBN non esistente, OCLC 250284568.
- (EN) Clarke, J. F. G., Catalogue of the type specimens of Microlepidoptera in the British Museum, Natural history, described by Edward Meyrick, Vol. 4 - Phaloniidae, Carposinidae, Chlidanotidae, Oecophoridae, Blastobasidae, Momphidae, Epermeniidae, Strepsimanidae, Physoptilidae, Londra, British Museum, 1963,  p. 521, DOI:10.5962/bhl.title.68439, ISBN non esistente, LCCN 57002435, OCLC 462827041.
- (EN) Clarke, J. F. G., Microlepidoptera: Tortricoidea, collana Bernice Pauahi Bishop Museum. Insects of Micronesia, Vol. 9 - Pt. 1, Honolulu, Bernice P. Bishop Museum, 1976,  p. 144, ISBN non esistente, LCCN 55041361, OCLC 3011361.
- (EN) Common, I. F. B., Moths of Australia, Slater, E. (fotografie), Carlton, Victoria, Melbourne University Press, 1990,  pp. vi, 535, 32 con tavv. a colori, ISBN 9780522843262, LCCN 89048654, OCLC 220444217.
- (DE) Diakonoff, A., Taxonomy of the higher groups of the Tortricoidea, in Strouhal, H. (a cura di), Verhandlungen des XI. Internationalen Kongresses für Entomologie: Wien, 17. bis 25. August 1960, Vol. 1 (96), Vienna, Organisationskomittee des XI. Internationalan Kongresses für Entomologie, 1961,  pp. XLIV, 803, ISBN non esistente, OCLC 245798528.
- (EN) Diakonoff, A., Glyphipterigidae auctorum sensu lato (Glyphipterygidae sensu Meyrick, 1913), collana Microlepidoptera Palaearctica, Vol. 7 (1), Vienna, G. Fromme, 1986,  p. 436, ISBN 9783765004551, LCCN 66092914, OCLC 256137003.
- (EN) Fisher, T. W.; Bellows, T. S.; Caltagirone, L. E.; Dahlsten, D. L.; Huffaker, C. B.; Gordh, G. (Eds.), Handbook of Biological Control: principles and applications of biological control, San Diego, CA, Academic Press, settembre 1999,  p. 1046, ISBN 9780122573057, LCCN 9889454, OCLC 731719946.
- (DE) Hannemann, H. J., Kleinschmetterlinge oder Microlepidoptera / II, Die Wickler (s. l.) (Cochylidae und Carposinidae), Die Zünslerartigen (Pyraloidea), collana Die Tierwelt Deutschlands und der angrenzenden Meeresteile nach ihren Merkmalen und nach ihrer Lebensweise, Vol. 50, Jena, Gustav Fischer, 1964,  p. 401, ISBN non esistente, ISSN 0082-4305 (WC · ACNP), OCLC 769884034.
- (DE) Herrich-Schäffer, G. A. W., Systematische Bearbeitung der Schmetterlinge von Europa, zugleich als Text, Revision und Supplement zu Jakob Hübner's Sammlung europäischer Schmetterlinge (PDF), Hübner, J., vol. 5, Ratisbona, In Commission bei G. J. Manz, 1853  [1843-1856],  p. 394, DOI:10.5962/bhl.title.67734, ISBN non esistente, LCCN ca07003057, OCLC 63606435.
- (DE) Holloway, J. D.; Bradley, J. D. & Carter, D. J., Lepidoptera, in Betts, C. R. (Ed.). CIE Guides to Insects of importance to Man, Vol. I, Londra, CAB International Institute of Entomo1ogy & British Museum (Natural History), 1987,  pp. 1-262, ISBN 9780851986050, OCLC 180474624.
- (EN) Huang, K. S. and Wu, W. J., Studies and control of Carposina niponensis, in Plant protection in China, Science Press, 1961,  pp. 848-874, ISBN non esistente.
- (EN) Inoue, H., Check List of the Lepidoptera of Japan, Vol. 1 - Micropterygidae-Phaloniidae, Tokyo, Rikusuisha, ottobre 1954,  p. 112, ISBN non esistente, OCLC 3392896.
- (JA) Ishiki, S., Carposinidae, in Iconographia Insectorum Japonicorum, 2ª edizione, Tokyo, Hokuryukan, 1958,  pp. 455-456 4 figg., ISBN non esistente, OCLC 490478968.
- (LA) Issiki, S., Carposinidae, in Esaki, T. (Ed.). Icones Heterocerorum Japonicorum in coloribus naturalibus, Osaka, Hoikusha, 1957,  pp. 147-150, ISBN non esistente, LCCN j61000713, OCLC 6452090.
- (EN, JA) Kawabe, A., Carposinidae, in Moths of Japan (Nihon-san garui daizukan), Vol. 1, Tokyo, Kodansha, 1982,  p. 27, ISBN 9784069938221, OCLC 874996436.
- (DE) Kennel, J., Carposina, in Die Palaearktischen Tortriciden. Eine monographische Darstellung, collana Zoologica, Vol. 54, Stoccarda, E. Nagele, 1908,  pp. 100+2+12, ISBN non esistente, OCLC 457863975.
- (EN) Kristensen, N. P. (Ed.), Handbuch der Zoologie / Handbook of Zoology, Band 4: Arthropoda - 2. Hälfte: Insecta - Lepidoptera, moths and butterflies, Kükenthal, W. (Ed.), Fischer, M. (Scientific Ed.), Teilband/Part 35: Volume 1: Evolution, systematics, and biogeography, ristampa 2013, Berlino, New York, Walter de Gruyter, 1999  [1998],  pp. x, 491, ISBN 978-3-11-015704-8, OCLC 174380917.
- (EN) Kydonieus, A. F.; Beroza, M., Pheromones and their use, in Insect Suppression with Controlled Release Pheromone Systems, vol. 1, Boca Raton, Fla, CRC Press, 1982,  pp. 3-12 [304], ISBN 9780849358555, LCCN 81038507, OCLC 899085112.
- (EN) Matsumura, S., 6000 Illustrated Insects of Japan-Empire, Tokyo, The Toko-Shoin, 1931,  p. 1689, ISBN non esistente, OCLC 6686759.
- (EN) Okano, M., Carposinidae, in Inoue, H., Iconographia Insectorum Japonicorum colore naturali edita (Genshoku konchū daizukan), Vol. 1 - Lepidoptera, Tokyo, Hokuryukan, 1959,  pp. 284+40 (269, partim), ISBN non esistente, LCCN 2008551026, OCLC 52024813.
- (KO) Park, K. T., Microlepidoptera of Korea, in Hanguk tongsingmul togam=Illustrated flora and fauna of Korea, Vol. 27 - Insecta (IX), Soul Tukpyolsi, Samhwa Chulpansa, 1983,  pp. 1053; 49 tavv. col., ISBN non esistente, LCCN 2011395742, OCLC 897011573.
- (JA) Sasaki, Ch., Kaju gaichū hen (= Insetti dannosi per gli alberi da frutto), Tokyo, Ookura Shoten, 1905,  p. 258, ISBN non esistente, OCLC 673671176.
- (EN) Scoble, M. J., The Lepidoptera: Form, Function and Diversity, seconda edizione, London, Oxford University Press & Natural History Museum, 2011  [1992],  pp. xi, 404, ISBN 978-0-19-854952-9, LCCN 92004297, OCLC 25282932.
- (DE) Staudinger, O. & Rebel, H., Catalog der Lepidopteren des palaearctischen Faunengebietes (PDF), vol. 2, Berlino, Friedlander & Sohn, 1901,  pp. 1-368, DOI:10.5962/bhl.title.120482, ISBN non esistente, OCLC 804342952.
- (EN) Stehr, F. W. (Ed.), Immature Insects, 2 volumi, seconda edizione, Dubuque, Iowa, Kendall/Hunt Pub. Co., 1991  [1987],  pp. ix, 754, ISBN 071811423X, LCCN 85081922, OCLC 13784377.
- (DE) Swatschek, B., Die Larvalsystematik der Wickler: (Tortricidae und Carposinidae), aus dem Zoologischen Institut der Universitat Erlangen, collana Abhandlungen zur Larvalsystematik der Insekten, Vol. 3, Berlino, Akademie-Verlag, 1958,  pp. 269; 276 figg., ISBN non esistente, LCCN 60028951, OCLC 233652919.
- (DE) von Kennel, J., II. Unterfamilie: Phaloniinae, in Die Palaearktischen Tortriciden. Eine monographische Darstellung (PDF), collana Zoologica, vol. 54, Stoccarda, E. Schweizerbart, 1908,  p. 546, ISSN 0044-5088 (WC · ACNP), LCCN 09004108, OCLC 457863975.
- (EN) Wang, J. X., Field application of the nematode Steinernema carpocapsae against the peach fruit moth Carposina niponensis, in Proceedings of the 2nd International Nematology Congress, Veldhoven, The Nederlands, 1990a,  p. 151, ISBN non esistente, OCLC 65606471.
- (EN) Wang, J. X., Use of the nematode Steinernema carpocapsae to control the major apple pest Carposina niponensis in China, in Proceedings and Abstracts of Vth International Colloquium on Invertebrate Pathology and Microbial Control, Adelaide, Australia, 20-24 August 1990, Adelaide, Australia, Society for Invertebrate Pathology, 1990b,  p. 392, ISBN 9780646005492, OCLC 23354756.
- (EN) Yasuda, T., Carposinidae (p. 85), in Issiki, S. & Mutuura, A. - Early stages of Japanese moths in colour, Osaka, Hoikusha, 1969,  pp. 237; 68 tavv., ISBN non esistente, OCLC 315864839.